# Alessandria del Carretto
Alessandria del Carretto är en ort och kommun i provinsen Cosenza i regionen Kalabrien i Italien. Kommunen hade 432 invånare (2017).